# Kelly Fremon Craig
Kelly Fremon Craig (Whittier, 28 maggio 1980) è una sceneggiatrice, regista e produttrice cinematografica statunitense.

## Biografia
Fremon Craig è nata a Whittier (California) e si è laureata in letteratura inglese alla Università della California - Irvine. Ha iniziato a scrivere commedie e poesie al college. Ora risiede a Los Angeles con il marito e la figlia. È nota per aver diretto, sceneggiato e co-prodotto 17 anni (e come uscirne vivi) e Ci sei Dio? Sono io, Margaret (2023).